# Баязет (телесериал)
«Баязе́т» — российский телесериал, снятый по одноимённому роману В. С. Пикуля. Вышел на экраны в 2003 году. Съёмки фильма проходили в крепости госпитальеров Крак-де-Шевалье, расположенной в Сирии вблизи от ливанской границы на вершине утёса высотой 650 метров. К съёмкам привлекались известные ливанские и сирийские актёры.

## Сюжет
Телесериал, как и роман, художественно обыгрывает оборону крепости Баязет — один из самых ярких эпизодов Русско-турецкой войны 1877—1878 годов. 23 дня немногочисленный русский гарнизон под командованием подполковника Пацевича, а затем капитана Штоквица, превозмогая голод и жажду, предательство и призывы к капитуляции, упорно отказывались сдать крепость вражеским войскам. Осаду крепости вели 12 тысяч турок, но русский отряд героически выстоял до подхода помощи. Также в фильме — и романе — присутствует любовная линия: жена полковника Хвощинского Ольга встречает в крепости своего бывшего возлюбленного, поручика Карабанова, и запретное чувство вновь вспыхивает…

## В ролях
| Актёр              | Роль                                      | Прототип                           |
| ------------------ | ----------------------------------------- | ---------------------------------- |
| Алексей Серебряков | поручик А. Е. Карабанов                   | вымышленный персонаж               |
| Ольга Будина       | медсестра О. Е. Хвощинская                | медсестра А. Е. Ковалевская        |
| Виктор Соловьёв    | полковник Н. С. Хвощинский                | подполковник А. В. Ковалевский     |
| Борис Химичев      | полковник А. П. Пацевич                   | подполковник Г. М. Пацевич         |
| Александр Дьяченко | есаул Н. М. Ватнин                        | войсковой старшина О. Н. Кванин    |
| Игнатий Акрачков   | инженер барон Ф. П. Клюгенау              | вымышленный персонаж               |
| Александр Тютин    | майор (комендант гарнизона) Е. И. Штоквиц | капитан Ф. Э. Штоквич              |
| Вячеслав Степанян  | полковник Исмаил-хан Нахичеванский        | полковник Исмаил Хан Нахичеванский |
| Геннадий Матвеев   | майор (артиллерист) Н. С. Потресов        | подпоручик Н. К. Томашевский       |
| Сергей Баталов     | урядник Трёхжонный                        | вымышленный персонаж               |
| Сергей Греков      | врач А. Б. Сивицкий                       | старший врач Сивицкий              |
| Лоуис Пьер Бруно   | беженец Самвел Петросов                   | переводчик Тер-Погосов             |
| Олег Морозов       | штабс-капитан Ю. Т. Некрасов              | вымышленный персонаж               |
| Владимир Волга     | юнкер Алексей Евдокимов                   | юнкер Евдокимов                    |
| Леонид Громов      | Егорыч                                    | вымышленный персонаж               |
| Фёдор Смирнов      | Денис Ожогин                              | вымышленный персонаж               |
| Юрий Назаров       | Хренов                                    | вымышленный персонаж               |
| Искандар Азиз      | кадий                                     | —                                  |
| Жан Даниэль        | генерал Фаик-Паша                         | бригадный генерал А. Фаик-паша     |
| Ходжадурды Нарлиев | макинский шах                             | макинский шах Теймур-паша-хан      |
| Александр Ефимов   | прапорщик Латышев                         | прапорщик Латышев                  |
| Сергей Удовик      | наводчик Кирюха Постный                   | наводчик Постный                   |
| Эвклид Кюрдзидис   | генерал Кази-Магома                       | генерал-лейтенант Гази-Мухаммад    |
| Валерий Баринов    | управляющий                               | вымышленный персонаж               |
| Вячеслав Гришечкин | казначей                                  | вымышленный персонаж               |
| Ерванд Арзуманян   | генерал Тер-Гукасов                       | генерал-лейтенант Тергукасов       |
| Александр Козлов   | фельдшер Ненюков                          | вымышленный персонаж               |
| Амаду Мамадаков    | парламентёр                               | —                                  |
| Рамис Ибрагимов    | Чичиашвили                                | вымышленный персонаж               |

В качестве основных декораций крепости была использована крепость ордена госпитальеров времён крестовых походов Крак-де-Шевалье, расположенная в Сирии.